# Pietro Mascagni
Pour l’article homonyme, voir Mascagni.
Pietro Mascagni, né le 7 décembre 1863 à Livourne, mort le 2 août 1945 à Rome, est l'un des compositeurs italiens d'opéra les plus importants du tournant du XXe siècle.

## Biographie
Mascagni naît à Livourne en 1863. Son père est boulanger, et sa mère meurt alors qu'il est encore très jeune. Son père veut qu'il aille étudier le droit, mais Pietro va étudier la musique au conservatoire de Milan où Ponchielli est son professeur et Puccini son co-disciple.
Il abandonne ses études et devient le directeur d'une petite troupe d'opérette. Il s'installe dans une petite ville, Cerignola, où il devient professeur de musique et chef du petit orchestre local. Le jeune compositeur vit dans une relative pauvreté jusqu'à sa victoire au concours Sonzogno avec son opéra le plus célèbre : Cavalleria rusticana (1889), d'après un argument de Giovanni Verga. C'est le jour où il a commencé ce petit opéra que sa première fille est née. Ce bonheur conjugal lui donne la force d'écrire cette œuvre en une vingtaine de jours. Cavalleria est représenté en 1890, le succès est étourdissant : en moins d'un an, Mascagni est célèbre dans le monde entier. Même Mahler est enthousiasmé, alors que celui-ci, par exemple, ricanait lors d'une représentation de La Bohème de Puccini. Cela illustre le fait que Mascagni sera d'ailleurs pendant sa jeunesse autant estimé, sinon plus que ce dernier. C'est la première manifestation du vérisme musical. Suivent d'autres opéras, dont les plus célèbres furent : L'amico Fritz (1891) et Iris (1898), considéré comme son meilleur opéra, encore joué en Italie.
On mentionnera aussi : 
- Guglielmo Ratcliff (opéra commencé avant Cavalleria rusticana, terminé après) ;
- I Rantzau ;
- Silvano, 1895 ;
- Zanetto ;
- Le maschere ;
- Amica ;
- Parisina ;
- Isabeau
- Lodoletta ;
- Il piccolo Marat ;
- Pinotta (d'après une cantate de jeunesse) ;
- Néron ;

plus une petite opérette : 
- Si.

Mascagni mena une brillante carrière de chef d'orchestre. Il prononça l'éloge funèbre de son ami Giacomo Puccini lorsque celui-ci mourut prématurément en 1924.
Mascagni eut pour élève Edward Kilenyi, prodigieux pianiste, et lui même professeur de théorie et composition de George Gershwin, à New York.
Le compositeur septuagénaire devient un proche de Benito Mussolini, qui le nomme par décret, en 1929, parmi les premiers membres de l'Académie d'Italie, créée trois ans plus tôt.
Mascagni meurt à Rome en 1945 et sa femme en 1946.

## Œuvre

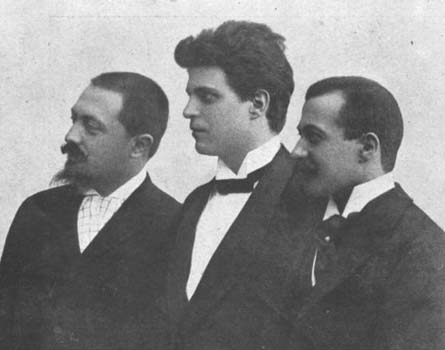
Giovanni Targioni-Tozzetti (à gauche) avec Pietro Mascagni et Guido Menasci (à droite).

Le succès formidable de son premier chef-d'œuvre en 1890, Cavalleria rusticana, inspiré d'une nouvelle de Giovanni Verga, a malheureusement éclipsé la plupart de ses œuvres suivantes.
Mascagni a cependant écrit quinze opéras, une opérette, plusieurs magnifiques œuvres orchestrales et vocales, ainsi que des chansons et de la musique pour piano.
Ses opéras lui ont valu des succès phénoménaux de son vivant. L'approche que Mascagni avait de l'opéra était très différente de celle de son ami et rival Puccini, ce qui a pu être l'un des facteurs qui ont conduit bien des critiques à sous-estimer la valeur de sa musique après son décès.
Son opéra Cavalleria rusticana, est souvent associé au I Pagliacci de Ruggero Leoncavallo.
Cet opéra est le seul opéra de Mascagni à être encore joué partout dans le monde.
L'amico Fritz et Iris sont encore joués de temps en temps en Italie, et leur valeur musicale est égale ou peut-être supérieure à celle de Cavalleria rusticana. Le raffinement orchestral y est notamment présent, contrastant avec l'idée selon laquelle l'orchestration de Mascagni serait sommaire.
Les harmonies chromatiques de son opéra Amica montrent en outre qu'il ne restait pas sourd aux innovations de son époque.
Mascagni fit preuve d'un grand éclectisme quant au choix des sujets, délaissant le vérisme, pour des sujets plus romantiques (Isabeau, Parisina).
Mascagni lui-même émit des critiques vis-à-vis de ce courant auquel il fut un peu vite étiqueté.

Le compositeur déclarera à propos de Cavalleria rusticana : « J'ai été couronné avant d'être roi ! ».

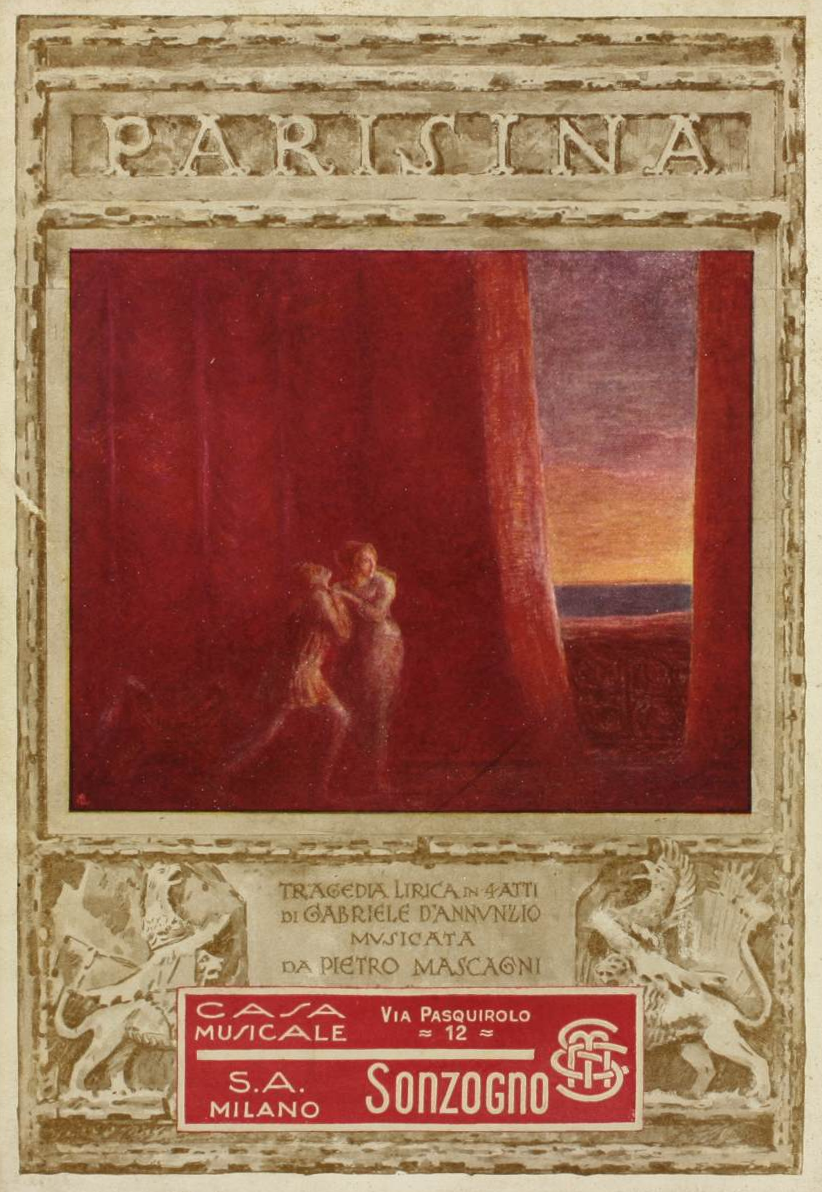
Livret de Parisina (1913)
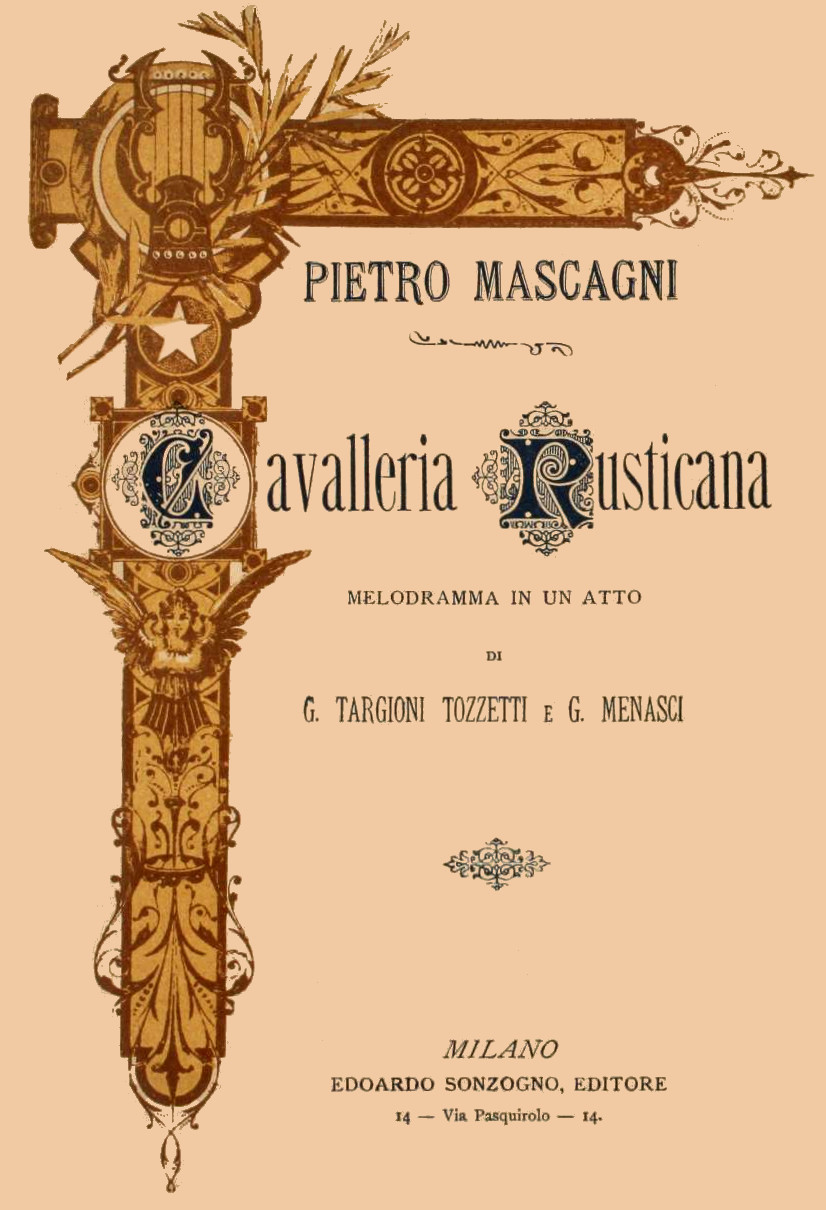
Livret de la Cavalleria Rusticana (1906)
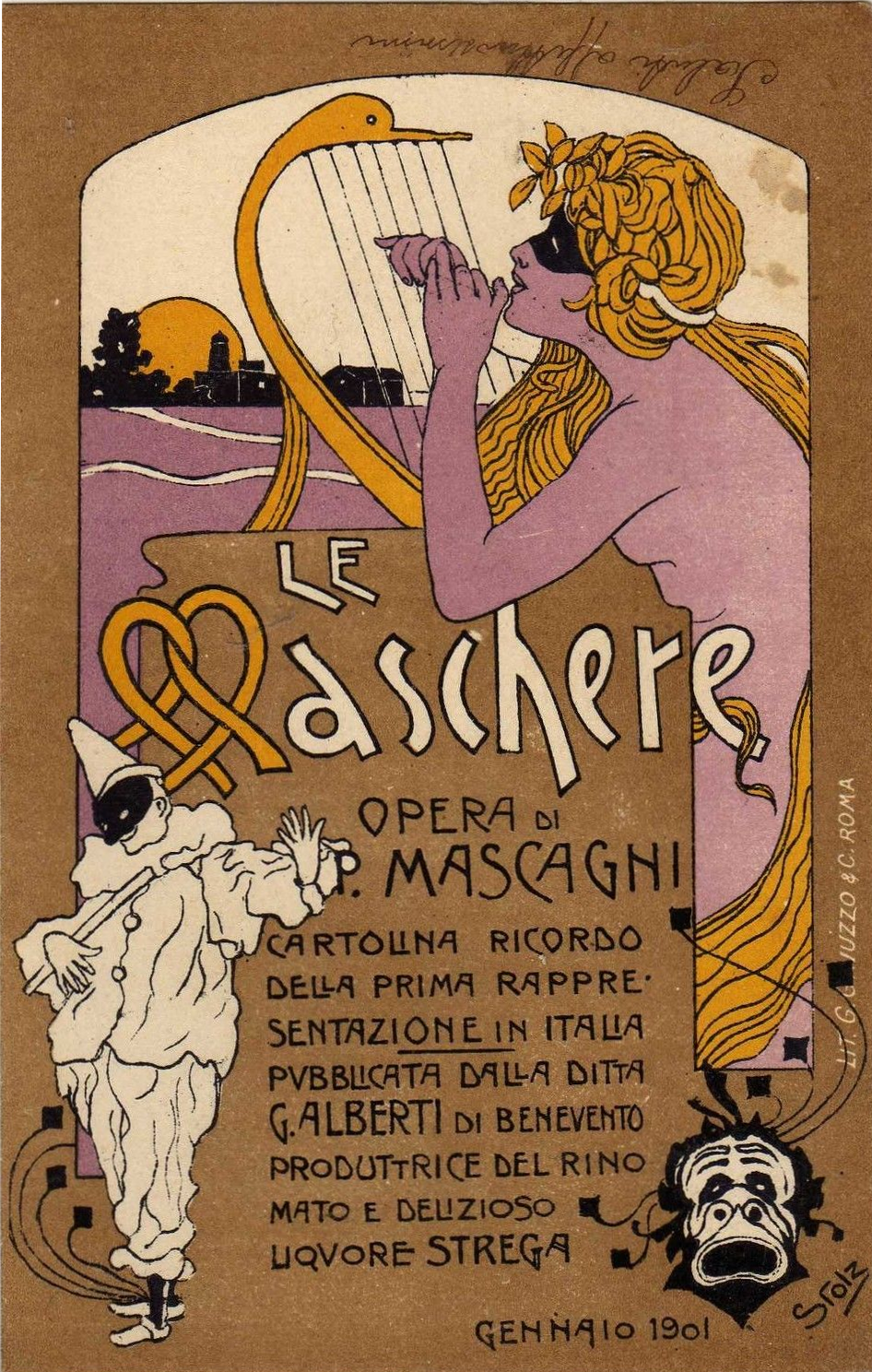
Le maschere

### Opéras
- Pinotta (23 mars 1932 au Casinò, à Sanremo) [composé en 1880]
- Guglielmo Ratcliff (16 février 1895 Teatro alla Scala, à Milan) [composé en 1885]
- Cavalleria rusticana (17 mai 1890 au Teatro Costanzi, à Rome) livret :
- L'amico Fritz (31 octobre 1891 au Teatro Costanzi, à Rome)
- I Rantzau (10 novembre 1892 au Teatro La Pergola, à Florence)
- Silvano (25 mars 1895 Teatro alla Scala, à Milan)
- Zanetto (it) (2 mars 1896 au Liceo Musicale, à Pesaro)
- Iris (22 novembre 1898 au Teatro Costanzi, à Rome)
- Le maschere (17 janvier 1901 au Teatro Carlo Felice, à Gênes - Teatro Regio, Turin - Teatro alla Scala, Milan - Teatro La Fenice, Venise - Théâtre philharmonique, Vérone - Teatro Costanzi, Rome)
- Amica (16 mars 1905 à Monte-Carlo), seul opéra de Mascagni en français
- Isabeau (en) (2 juin 1911 au Teatro Coliseo (es), à Buenos Aires)
- Parisina (15 décembre 1913 au Teatro alla Scala, à Milan)
- Lodoletta (30 avril 1917 au Teatro Costanzi, à Rome)
- Il piccolo Marat (2 mai 1921 au Teatro Costanzi, à Rome)
- Nerone (16 janvier 1935 au Teatro alla Scala, à Milan)

### Opérette
- Si (it) (13 décembre 1919 au Teatro Quirino, à Rome)

### Musique sacrée
- Messa di Gloria (Messe de gloire) en fa majeur pour solistes, chœur et orchestre (1888)

## Film biographique
- 1952 : Mélodies immortelles (Melodie immortali) de Giacomo Gentilomo